# Kyyjärvi (See)
Der Kyyjärvi („Kreuzottersee“) ist ein See in der gleichnamigen Gemeinde Kyyjärvi in Mittelfinnland.
Er bedeckt eine Fläche von rund 16,34 km² im Bereich des Salpausselkä-Höhenrückens auf einer Höhe von 150 m über dem Meeresspiegel  und ist somit einer der höchstgelegenen Seen Finnlands (ausschließlich Lapplands). Der längliche See hat eine Ausdehnung von rund 10 km von Nordwesten nach Südosten, an seiner breitesten Stelle ist er rund 3 km breit. Von der Halbinsel Tervaniemi wird er in ein Nord- und ein Südbecken geteilt. Im Winter friert der See gänzlich zu, sodass eine Eisstraße zwischen dem Kirchdorf Kyyjärvi am Südufer des Sees und dem Dorf Pölkki eingerichtet wird. Das Eis des Südbeckens beginnt im Allgemeinen gegen Anfang April aufzutauen. 
Die verschilften und zum Teil bewaldeten Ufer des Sees bieten Lebensraum für zahlreiche Vogelarten wie dem seltenen Singschwan.